# Stella Braam
Stella Braam (Haarlem, 1962) is een Nederlands journaliste.

## Biografie
Braam werd geboren als Stella van Neer; haar vader was de kinderpsycholoog René van Neer. Ze werd geboren in Haarlem en groeide op in Someren. Nadat ze Neil Armstrong op de maan had zien landen, wilde ze ruimtevaarder worden, maar na een reis door Zuid-Amerika kwam ze eind jaren tachtig in de journalistiek terecht. Ze begon als eindredacteur voor het ledenblad 'Klets' van de Jongerenbeweging verbonden aan de FNV. Daarna richtte ze met Gülnaz Aslan, bekend van het Radio 3-programma Radio Thuisland, het persbureau Yol-Producties op.
Toen ze in de twintig was, nam Braam de naam van haar moeder Marijke Braam die sneldichteres was, over. Haar moeder had voor haar gezorgd nadat haar ouders waren gaan scheiden en ze voelde zich verwant met Hendrik Braam, een van de oprichters van de vakbond voor steenfabrieksarbeiders. Ze vond de reguliere journalistiek te beperkend: 'Het is alsof je aan de rand van een voetbalveld staat; om het spel te begrijpen moet je mee gaan spelen.' Ze besloot undercover te gaan en werkte anderhalf jaar als schoonmaakster, keukenhulp, inpakster en kamermeisje. Over haar ervaringen publiceerde ze het boek De blinde vlek van Nederland. Reportages over de onderkant van de arbeidsmarkt (1994), over de positie van laaggeschoolden zonder (kennis van) een CAO. Hier werkte ze voor het eerst samen met collega-journalist Mehmet Ülger, die voor dit boek onder meer zogenaamd als illegaal in een naaiatelier werkte. Na het verschijnen van haar boek nodigden zowel minister Melkert als minister Wijers haar uit voor een gesprek.
Eind jaren '90 onderzocht ze, samen met Mehmet Ülger, de Grijze Wolven in Nederland. Dit is de naam van een Turks extreemrechtse organisatie, onderdeel van de Turkse partij de MHP. Braam en Ülger ontdekten dat deze groepering onder het motto van 'integratie' miljoenen aan gemeentelijke subsidies binnen harkten. Bij de in heel Nederland gelegen afdelingen van het hoofdkantoor de Turkse Federatie Nederland kregen jongeren les uit het leerboek van de MHP. Het nationalisme was 'actiepunt nummer één' van de partij: 'Nationalisme is de uiting van intense liefde voor de Turkse natie. Eenieder is Turk die niet het bewustzijn in zich meedraagt tot een ander ras te behoren, die zich waarachtig Turk voelt en zich wijdt aan het Turkendom.'  Braam en Ülger moesten onderduiken toen hun boek 'Grijze Wolven, een zoektocht naar Turks extreemrechts' verscheen. Ze liepen in kogelvrije vesten en de huurmoordenaar die voor ze werd ingehuurd, werd opgepakt in Utrecht, zo bleek later uit hun dossiers bij de AIVD.
In 2003 verscheen haar boek 'Tussen gekken & gajes. Avonturen in de undercoverjournalistiek'. Hiertoe had ze anderhalf jaar een groep dak- en thuislozen gevolgd, onder wie een aantal daklozen die op de luchthaven Schiphol verbleven waar ze naartoe waren uitgeweken vanwege het restrictieve beleid van de gemeente Amsterdam. Daar gebruikte ze bij wijze van experiment crack en raakte korte tijd verslaafd. In dit boek schreef ze ook over haar undercoveravonturen bij een financieel-economisch crimineel voor wie ze zes weken lang de administratie verzorgde en over het lot van de Chinese klokkenluider Chen die vergeefs mensensmokkel had geprobeerd aan te klagen. 
In 2005 schreef Braam 'Ik heb Alzheimer. Het verhaal van mijn vader.' Een boek over de lotgevallen van haar vader, die aan de ziekte van Alzheimer leed en in 2007 zou overlijden. Ze bracht de veranderende belevingswereld van haar vader in beeld. Haar boek werd warm onthaald door mantelzorgers en verpleeghuizen en werd onder meer in het Duits en Chinees vertaald. In 2008 schreef ze 'Ik blijf thuis. Het verhaal van mijn moeder'. Over haar moeder, die na een herseninfarct een opname in een verpleegtehuis koste wat kost probeerde te voorkomen. In 2010 verscheen Uitweg, een waardig levenseinde in eigen hand, dat ze samen met ouderenpsychiater Boudewijn Chabot schreef. In 2021 verscheen 'Welkom bij de Taalclub. Over Taaldenkers in een beeldcultuur' dat ze samen met klinisch neuropsycholoog Annemaaike Serlier-van den Bergh schreef. In 2025 verscheen 'Mogen zijn wie je bent. Troost vinden en geven als het levenseinde nadert', ook weer samen met Annemaaike Serlier-van den Bergh die ongeneeslijk ziek was en tijdens het schrijven overleed. 
Op 2 juni 2022 kreeg Braam op haar verzoek het inzage-dossier van ruim driehonderd pagina's  in handen dat de veiligheidsdienst AIVD en diens voorganger de BVD over haar hadden bijgehouden. Er bleek sinds 1986 informatie over haar te zijn bijgehouden, vooral over haar journalistieke zoektocht naar de Turkse Grijze Wolven. Omdat Braam haar werk als onderzoeksjournalist niet kan doen zonder dat haar bronnen worden beschermd, eiste ze bij het ministerie van Binnenlandse Zaken waar de AIVD onder valt, dat de AIVD haar de garantie zou geven dat ze niet langer in het vizier van de Dienst was en dat de over haar verzamelde gegevens zouden worden vernietigd. Tijdens een hoorzitting hierover liet een woordvoerder van de AIVD weten dat de dienst onderzoek heeft gedaan naar de Grijze Wolven en dat daarbij de naam van Braam naar voren kwam. Via een zoekslag in de systemen van de dienst werd het inzagedossier samengesteld, wat niet automatisch betekent dat de AIVD onderzoek naar Braam persoonlijk heeft gedaan, aldus de woordvoerder. Het duurde zo'n twintig maanden voordat de AIVD, bij monde van AIVD-chef Erik Akerboom haar zou vertellen dat er geen interesse meer voor haar was. In maart 2025 diende Braam een klacht in bij de onafhankelijke klachtencommissie de CTIVD. 

## Eerbewijs
In 1996 kreeg Braam de Rooie Reus-Prijs, samen met Chris De Stoop.

## Trivia
- Ze werd geboren als Stella van Neer. Omdat haar moeder als enige haar verzorgde, nam ze later de familienaam van haar moeder aan. Ze is een kleindochter van Hendrik Braam, de oprichter van een vakbond voor steenfabrieksarbeiders.
- Nadat Braam en Ülger in 1997 door de Grijze Wolven met de dood waren bedreigd kocht de Nederlandse Vereniging van Journalisten kogelvrije vesten voor hen.